# زردپره سرسرخ

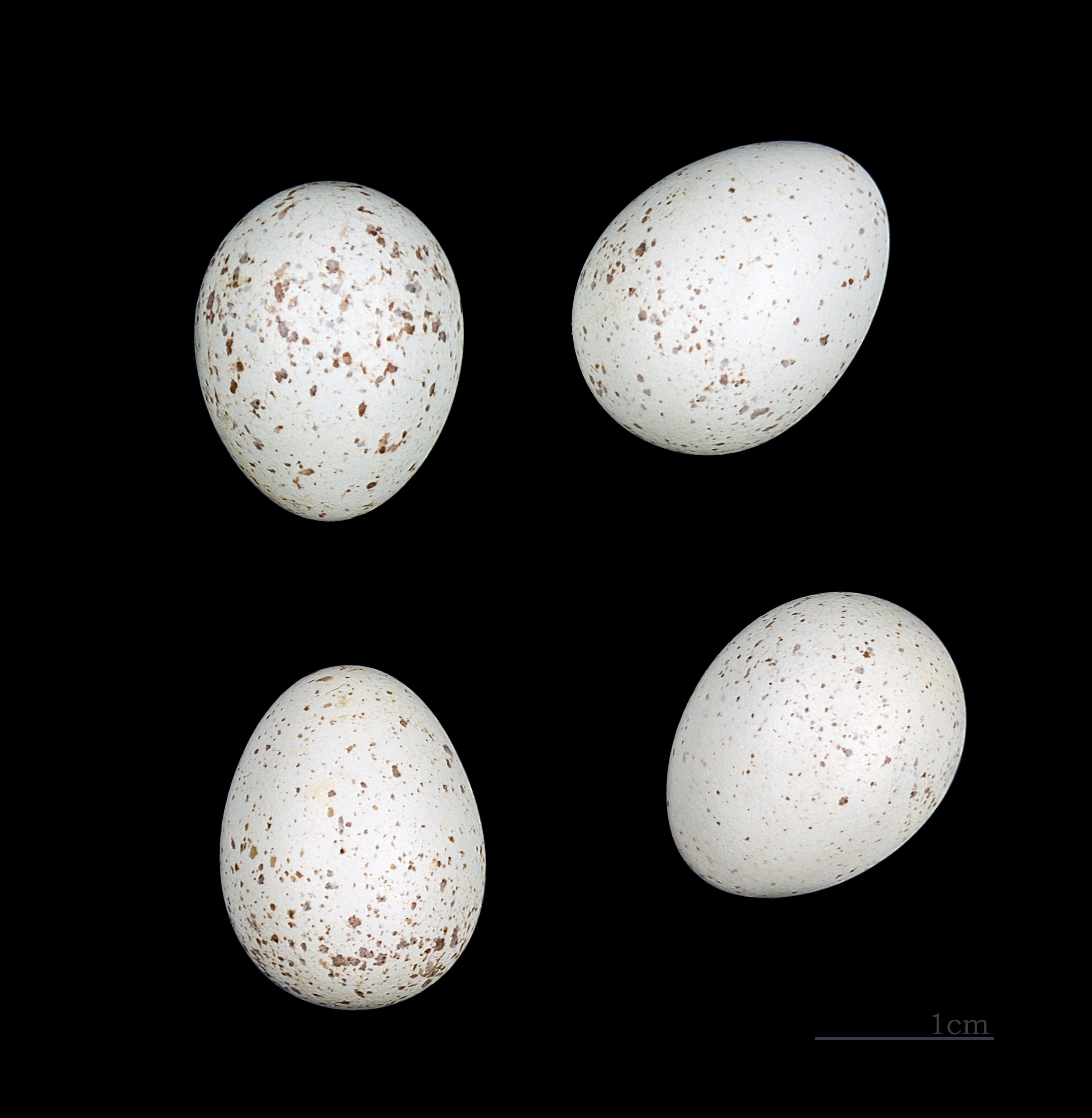
Emberiza bruniceps

زردپره سرسرخ (نام علمی: Emberiza bruniceps) پرنده‌ای از گروه زردپره‌ها در تیرهٔ زردپرگان در راستهٔ گنجشک‌سانان است که در آسیا زندگی می‌کند و پرنده مهاجری است که در زمستان تا هند می‌رود. این پرنده تابستان‌ها در ایران نیز یافت می‌شود. حضور آن در اروپا نیز به طور نامشخصی گزارش شده است.

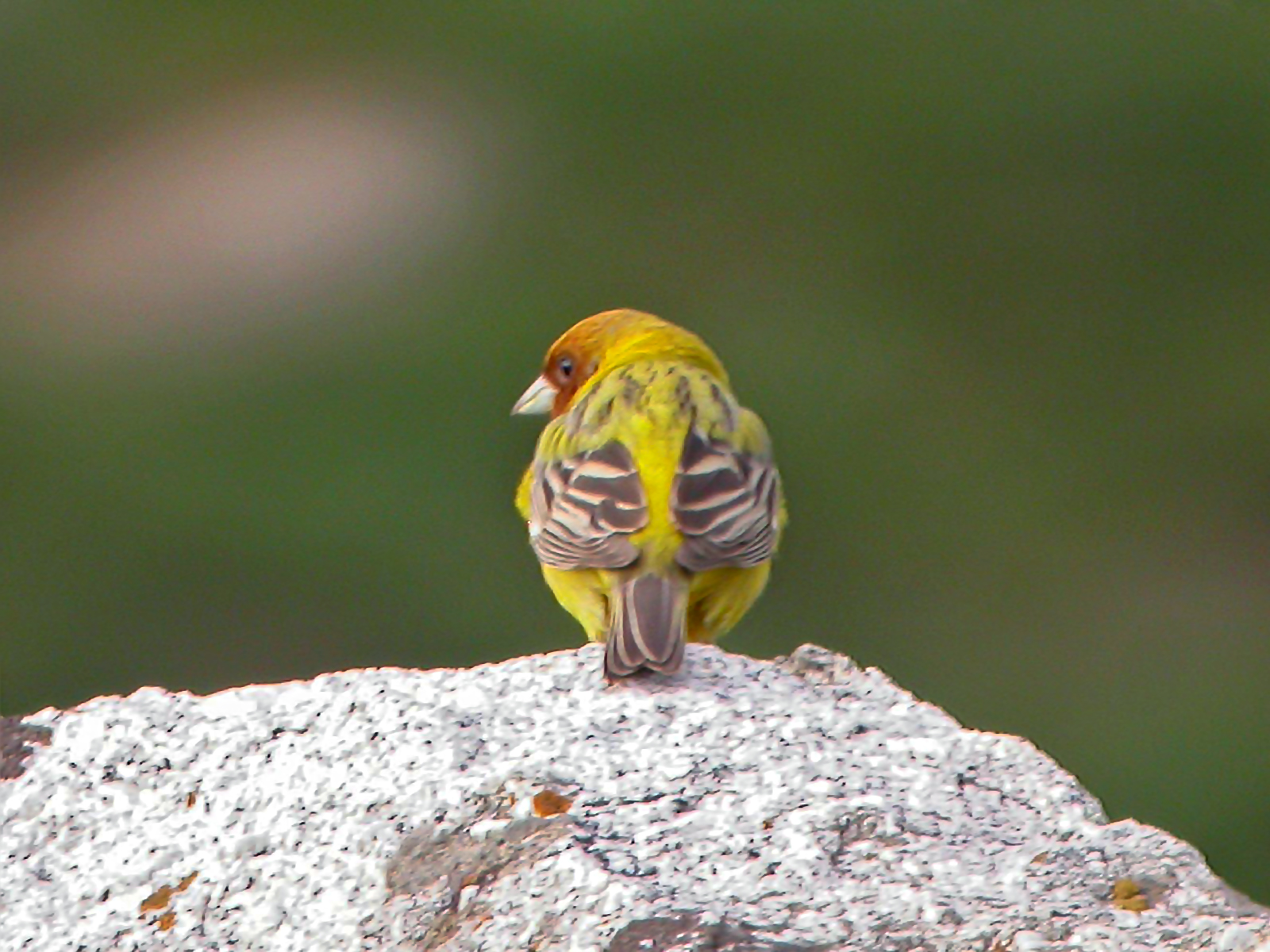
زردپره سرسرخ نر

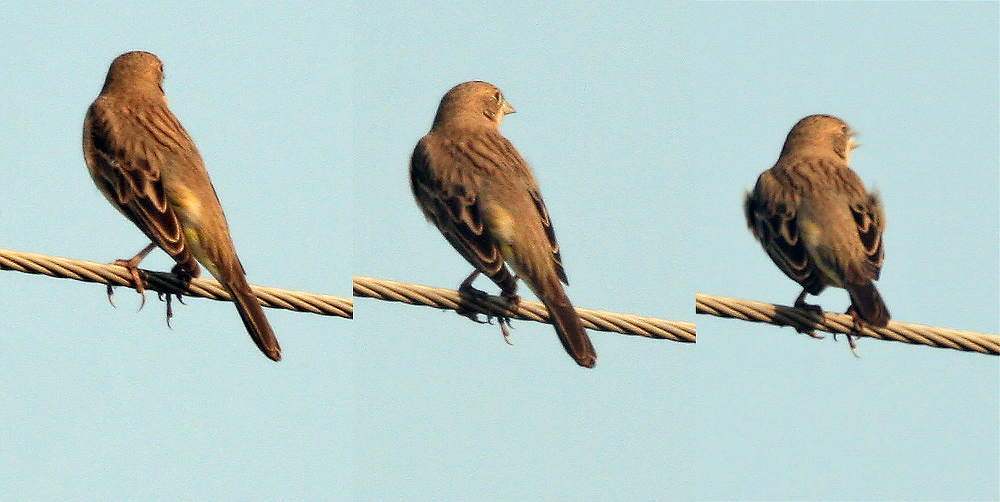
زردپره سرسرخ نوجوان در آندرا پرادش، هند.

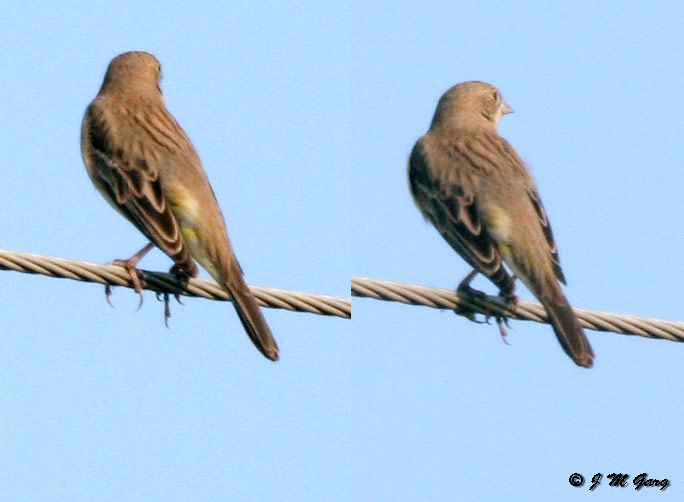
زردپره سرسرخ نوجوان در آندرا پرادش، هند.